# Fred Thomas
Frederick Arthur „Fred” Thomas (ur. 14 września 1938 w Petone) – nowozelandzki zapaśnik walczący w stylu wolnym. Olimpijczyk z Rzymu 1960, gdzie zajął dziesiąte miejsce w kategorii do 79 kg.
Brązowy medalista igrzysk Imperium Brytyjskiego i Wspólnoty Brytyjskiej w 1962 roku.

## Letnie Igrzyska Olimpijskie 1960
| Konkurencja      | Rundy eliminacyjne       | Rundy eliminacyjne      | Rundy eliminacyjne     | Rundy eliminacyjne     | Klas. końcowa |
| Konkurencja      | Przeciwnik I             | Przeciwnik II           | Przeciwnik III         | Przeciwnik IV          | Miejsce       |
| ---------------- | ------------------------ | ----------------------- | ---------------------- | ---------------------- | ------------- |
| 79 kg styl wolny | Mansur Mahdizade (IRI) Z | Julio Graffigna (ARG) Z | Prodan Gardżew (BUL) P | Hans Antonsson (SWE) P | 10.           |